# Leptogaster hyacinthina
Leptogaster hyacinthina is een vliegensoort uit de familie van de roofvliegen (Asilidae). De wetenschappelijke naam van de soort is voor het eerst geldig gepubliceerd in 1996 door Scarbrough.